# Eiswoog
Der Eiswoog ist ein etwa 2,7 Hektar großer Stausee des regional auch die Eis genannten Eisbachs in Rheinland-Pfalz. Der See erstreckt sich in der quellnahen Talaue des Baches von Süd nach Nord in einem Teilgebiet des nördlichen Pfälzerwalds, dem Stumpfwald.

## Geographie
Südwestlich der Ortsgemeinde Ramsen ist der Eisbach, ein linker Nebenfluss des Rheins, in 347,8 m ü. NHN nahe seinen sieben Quellbächen zu einem Woog aufgestaut. So werden in Südwestdeutschland natürliche oder künstliche Seen genannt, die früher als Wasserspeicher für Mühlen und Hammerwerke oder als Sammelplatz für die Trift von Scheit- oder Schnittholz dienten.

## Geschichte
Der Name „Eiswoog“ bedeutet „Stausee der Eis“. Zur Bezeichnung des Fließgewässers siehe dort.
Ursprünglich war der Eiswoog wohl ein natürlich entstandener See. Vermutlich begann man schon im Mittelalter, diesen See weiter aufzustauen. Heute erstreckt er sich über seine Hauptfläche hinaus auch aufwärts bis zu 200 m in die Mündungstrichter des Hauptzuflusses Eisbach sowie der wasserreichsten Nebenflüsse Hollerbach und Habersbach.
Stumpfwald und Eiswoog gehörten dem 1146 gegründeten Nonnenkloster Ramsen. Es ist bekannt, dass die Klosterfrauen in mehreren Tälern der Umgebung Stauweiher als Fischgewässer anlegen ließen. Auch der Eiswoog diente als Fischweiher. Nach Auflösung des Klosters kamen die Besitzungen an das Hochstift Worms und die Grafen von Nassau. Der Eiswoog gehörte im 18. Jahrhundert zur Herrschaft Nassau-Weilburg. 1812 erwarb der Eisenhütten-Besitzer Ludwig von Gienanth den als Nationalgut enteigneten „Eisenwoog“, um durch Ausbau dieses Wasserreservoirs die Wasserkraft-Versorgung seiner Betriebe am Eisbach bei und in Eisenberg auch in Trockenzeiten zu sichern. Der Damm des Eiswoogs wurde in den folgenden Jahren erhöht und verstärkt und damit die Wasserfläche auf die heutige Größe erweitert. Zweimal kam es nach heftigen Unwettern zu einem Bruch des Dammes: In der Nacht vom 12. auf den 13. April 1819 setzten die Fluten Ramsen unter Wasser, und am 4. August 1875 überschwemmten die Wassermassen Ramsen sowie die am Eisbach liegenden Ortsteile von Eisenberg und beschädigten Werksanlagen und Mühlen.
1832 wurde auf der Nordseite des Dammes ein Weiherwärterhaus und 1876 auf dem Damm ein Jagdhaus errichtet. Die am Eiswoog vorbeiführende Stumpfwaldstraße, heute Landesstraße 395, wurde 1839–1843 angelegt. Der Eistalviadukt wurde 1932 fertiggestellt. Um 1900 wurde unterhalb des Damms eine Fischzucht-Anlage eingerichtet. Bei der Bombardierung der Eisenbahnbrücke 1944 wurde der Viadukt nur leicht beschädigt, aber das Weiherwärterhaus und das Jagdhaus wurden zerstört. Das heute auf der Dammkrone stehende Hotel-Restaurant „Seehaus Forelle“ wurde 1950/51 von Ulrich von Gienanth erbaut. Der Eiswoog ist bis heute im Eigentum der Familie von Gienanth.

## Anlage

### Kommerzielle Nutzung
Das Hotel-Restaurant auf der Staumauer stellt auch Ruderboote zur Verfügung. Unterhalb des Stausees liegen 14 bewirtschaftete Fischteiche. Der Eiswoog selbst dient ebenfalls der Fischzucht. Im Winter wird sein Wasser in der Regel abgelassen, damit Pflegearbeiten durchgeführt werden können.

### Naturerlebnispfad
Die Umgebung des Eiswoogs ist ein Wandergebiet, das einfache bis anspruchsvolle Routen bietet. Rund um den See führt ein 3 km langer Wanderweg. In einem Modellprojekt der Universität Kaiserslautern wurden ein Teil des Weges und der Anlagen um den See zu einem barrierefreien Naturerlebnispfad umgestaltet. Ziel des Projektes war, die Aussichtsplattform, Uferzugänge und einen Panoramaweg auch für Menschen mit Seh- und Bewegungsbehinderungen erlebbar zu machen und die Nutzung mit Kinderwagen zu ermöglichen. Der zweite Bauabschnitt wurde im Jahr 2009 abgeschlossen und der Naturerlebnispfad am 25. August durch die rheinland-pfälzische Umweltministerin Margit Conrad eingeweiht. Das gesamte Projekt kostete 325.000 Euro, davon trug das Bundesland 295.000 Euro.

### Fauna
Im Eiswoog kommen Forellen, Barsche, Hechte und Saiblinge vor. Das Gewässer befindet sich in Privateigentum, deshalb ist das Angeln verboten.
Graureiher, Rohr- und Zwergdommeln sowie Enten, Gänse und Schwäne sind am Eiswoog häufig anzutreffen, Fischadler dagegen nur gelegentlich. Am See nistet auch der Eisvogel, eine streng geschützte Art. Der in Deutschland seltene Steinschmätzer wurde als Durchzieher registriert.

### Eistal- und Stumpfwaldbahn
Die derzeitige Endhaltestelle der aus Gründen des Tourismus reaktivierten Eistalbahn, der Haltepunkt Eiswoog, wird nur an Wochenenden angefahren. Nördlich der Staumauer überquert die im weiteren Verlauf nach Westen stillgelegte Bahnstrecke das Eistal auf dem Eistalviadukt. Die Brücke war bis 1988 in Betrieb. Sie besitzt eine Höhe von 35 Metern und ist mit 250 Metern die längste Eisenbahnbrücke der Pfalz. An ihrem östlichen Ende liegt ein lohnender Aussichtspunkt.
Auf einer Schmalspurstrecke mit 600 mm Spurweite, die etwa parallel zur Eistalbahn verläuft, verkehrt zwischen Ramsen und dem Eiswoog zu bestimmten Zeiten auch eine Museumsbahn, die Stumpfwaldbahn. Sie besitzt offene Wagen und stellt eine Touristenattraktion dar.

## Verkehrsanbindung
Nördlich oberhalb des Eiswoogs führt die Landesstraße 395, die Eisenberg im Osten mit Enkenbach-Alsenborn im Westen verbindet, mit dem Barbarossa-Radweg' vorbei. Über die L 395 werden die Städte Kaiserslautern im Südwesten und Grünstadt im Nordosten jeweils nach rund 15 km erreicht. Zudem endet seit 2001 im Ausflugsverkehr die Eistalbahn nahe dem gleichnamigen Viadukt.